# Rhema Obed

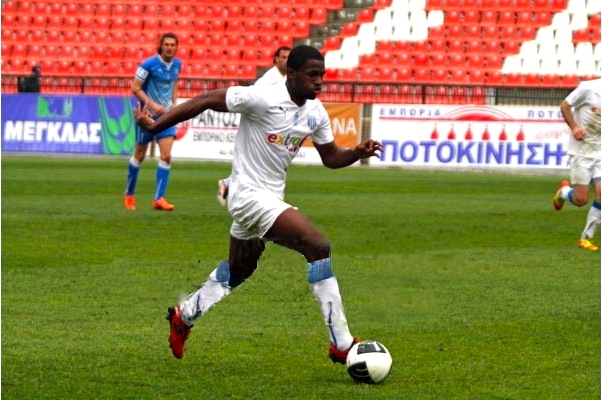
Rhema Obed v roce 2013

Rhema Obed (* 11. září 1991, Londýn, Anglie, Spojené království) je anglický fotbalový záložník a bývalý mládežnický reprezentant nigerijského původu.

## Klubová kariéra
- Arsenal FC (mládež)[1]
- Geylang International FC 2012[2]
- Ethnikos Gazoros 2013[1]
- FC Rapid București 2013–2014[1]
- Sheffield FC 2014–2015[2]
- NK Krško 2015[1]

## Reprezentační kariéra
Obed nastoupil v roce 2006 v anglické mládežnické reprezentaci U16.